# Siegmar Quilitzsch
Siegmar Quilitzsch (* 15. November 1931; † 26. September 2006 in Falkensee) war ein deutscher Historiker und Hochschullehrer.

## Leben und Werk
Siegmar Qulitzsch promovierte zum Dr. phil. und habilitierte. Er lebte zunächst in Halle (Saale) und war als Oberassistent beschäftigt am Institut der Geschichte der Völker der UdSSR. Später wurde er Professor am Institut für Internationale Beziehungen an der Akademie für Staats- und Rechtswissenschaft der DDR in Potsdam-Babelsberg.

## Schriften (Auswahl)
- (mit Konrad Hecktheuer): Lehrbrief zum Studium der Geschichte der Völker der UdSSR von 1917 bis zur Gegenwart. Berlin 1959/60.
- Die Rolle der Sowjetunion beim Neuaufbau der Chemieindustrie im Bitterfelder Gebiet 1945–1947. Wolfen [1961]
- (mit Werner Hänisch und Walter Müller): Sozialistische Freundschafts- und Beistandsverträge. Berlin 1968.
- Sozialistische Friedensoffensive auf der Straße des Sieges. Berlin 1974.
- Bruderbund DDR, UdSSR. Berlin 1977.
- Sozialismus und internationale Beziehungen. Berlin 1981.

## Auszeichnungen
- 1973 Vaterländischer Verdienstorden in Bronze